# San Antonio X-Coholté
San Antonio X-Coholté fue una localidad del municipio de Mérida en el estado de Yucatán localizado en el sureste de México.

## Localización
San Antonio X-Coholté se ubicaba a la vera del Camino Real a Campeche y limitaba al poniente con Mulsay y al sur con San Antonio Tziskal (la cual limitaba al sur con San Marcos Nocoh y al poniente con Opichén a una legua de distancia) y Chacsinkín. 

## Toponimia
El nombre (X-Coholté) proviene del idioma maya.

## Hechos históricos
A finales del siglo XVII era propiedad del capitán Clemente de Acevedo. En 1814 el Cabildo de Mérida compró la hacienda 1821 se inauguró el Cementerio General de Mérida el cual estaría administrado por la iglesia católica hasta 1859 con la secularización de los bienes de clero, hecha por Benito Juárez.

## Infraestructura
Los terrenos de la hacienda fueron empleados para el Cementerio General de Mérida y el caso de la hacienda son las oficinas del cementerio.

## Galería

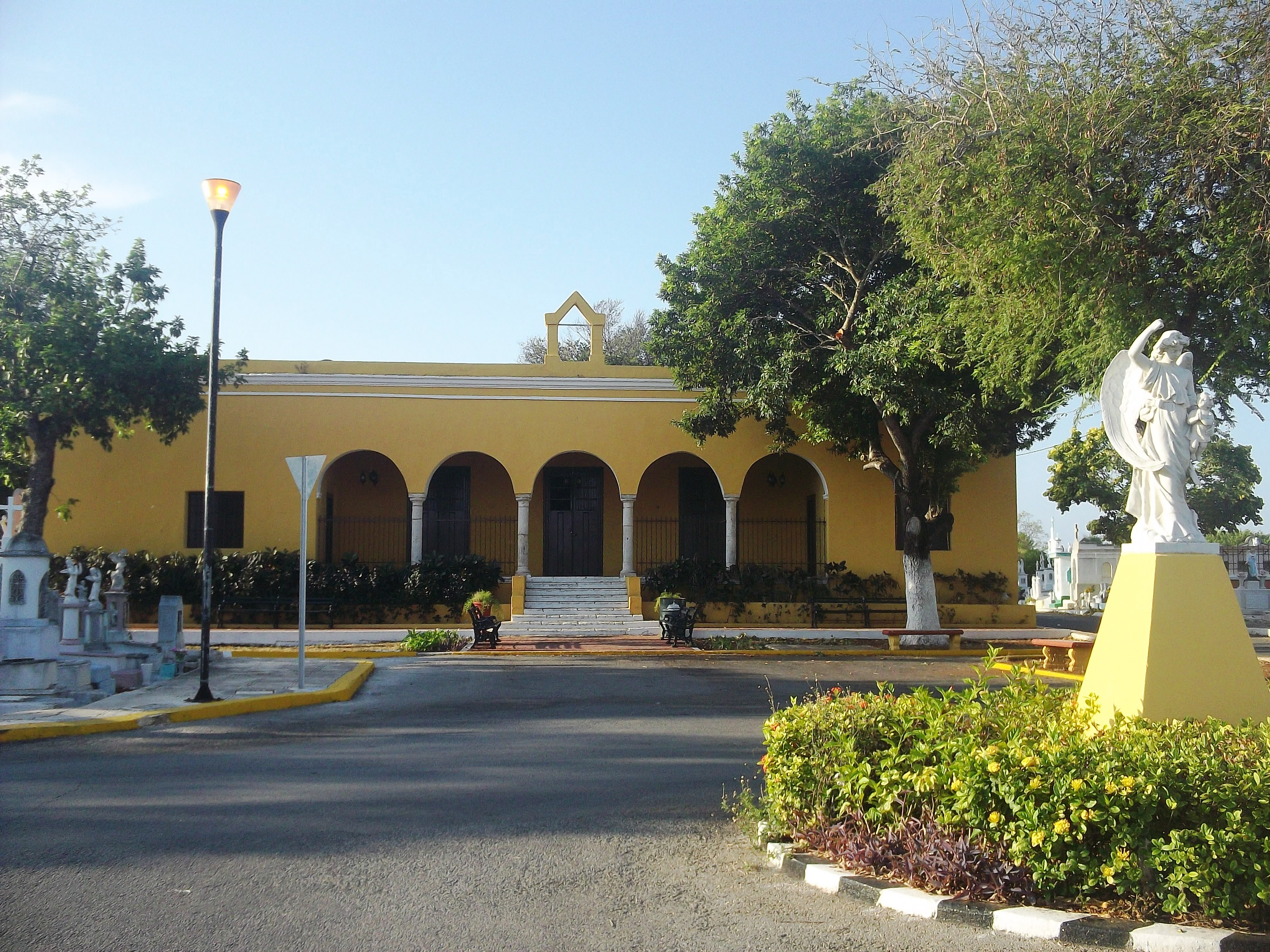
Casa principal de la exhacienda